# 250 Vesey Street
250 Vesey Street, tidigare kallad Four World Financial Center och tidigare Merrill Lynch Building, är en byggnad i Brookfield Place-komplexet (tidigare World Financial Center) på nedre Manhattan i New York, USA, alldeles bredvid World Trade Center. I dess omedelbara närhet stod tvillingtornen som kollapsade efter en terrorattack den 11 september 2001. Liksom de övriga byggnaderna i World Financial Center skadades byggnaden av rasmassorna från tvillingtornen, men då skadorna på byggnaden inte var lika omfattande som på närliggande byggnader kunde några anställda på Merrill Lynch återvända till sina kontor redan 23 oktober samma år. Byggnaden renoverades sedan och återöppnades i maj 2002.
250 Vesey Street färdigställdes 1986. Den är 150 meter hög och har 34 våningar. Byggnaden ritades av Cesar Pelli & Associates.